# Al-Mansur Ali II (sultán mameluco)
Al-Mansur Ala 'ad-Din Ali ibn Sha'ban ibn Husayn ibn Muhammad ibn Qalawun (1368-19 de mayo de 1381), más conocido como al-Mansur Ali II, fue un sultán mameluco que reinó entre 1377-1381. Fue instalado en el trono cuando era niño por los mayores emires mamelucos después de que se rebelaron y mataron a su padre, el sultán al-Ashraf Sha'ban (r. 1361-1377). Al-Mansur Ali era una figura decorativa, con el poder real en manos de los emires, principalmente Barquq. Al-Mansur Ali murió cuatro años después de su reinado y fue sucedido por su hermano menor, as-Salih Hajji, aunque Barquq, quien usurpó el trono en 1382, todavía ostentaba el poder real.

## Biografía
Al-Mansur Ali nació en El Cairo en 1368. Su padre era el sultán al-Ashraf Sha'ban (r. 1363-1377) y su madre era Khawand bint Manklibugha, hija de un emir mameluco. Al-Mansur Ali tenía siete hermanos y medio hermanos y seis hermanas y medio hermanas. Sus hermanos fueron Abu Bakr (muerto en 1400), Ahmad (muerto antes de 1381), Ramadán (muerto antes de 1381), Qasim (muerto antes de 1381), Ismail (muerto en 1395) y Hajji (muerto en 1412). Sus hermanas que fueron nombradas en las fuentes de la era mameluca fueron Jadiya (m. 1422/23) y Fátima (m. 1432).
Al-Ashraf Sha'ban fue asesinado en una revuelta mameluca en marzo de 1377 y los emires rebeldes instalaron a al-Mansur Ali, entonces un niño pequeño, como sultán. En la lucha por el poder entre los rebeldes, dos emires mamelucos de rango relativamente bajo del emir Yalbugha al-Umari (m. 1366), Barquq y Baraka, se convirtieron en regentes de al-Mansur Ali. Barquq había participado en la revuelta mameluca contra al-Ashraf Sha'ban, y fue nombrado formalmente para el poderoso puesto de atabeg al-asakir (comandante en jefe) por al-Mansur Ali en 1378. Aunque los sultanes normalmente tenían acceso al tesoro real, los ingresos de al-Mansur Ali se limitaban a un estipendio diario. Al-Mansur Ali murió el 19 de mayo de 1381, y si no fuera por las fuertes objeciones de los otros emires superiores, Barquq habría asumido el sultanato y, por lo tanto, habría puesto fin a la dinastía Qalawunida que estaba en el poder desde 1277. En cambio, al-Mansur Ali fue sucedido por su hermano menor, as-Salih Hajji, que entonces tenía nueve años. [3]Barquq siguió siendo el poder detrás del trono hasta que derrocó a As-Salih Hajji y usurpó el sultanato en noviembre de 1382.